# Alphaville (együttes)
Az Alphaville egy németországi szintipop-rock együttes, amely az 1980-as években volt a legnépszerűbb. Alapítóik Marian Gold, Bernhard Lloyd és Frank Mertens. Legismertebb szerzeményei a Big in Japan, a Sounds Like a Melody és a Forever Young. Jelenlegi tagjai Marian Gold (énekes), David Goodes (gitáros) és Jakob Kiersch (dobos).

## Tagok
- Marian Gold (eredeti nevén Hartwig Schierbaum; született 1954. május 26-án Herfordban), 1982–napjainkig
- Bernhard Lloyd (eredeti nevén Bernhard Gößling; született 1960. június 2-án Engerben), 1982–2003
- Frank Mertens (eredeti nevén Frank Sorgatz; született 1961. október 26-án Engerben), 1982–1984
- Ricky Echolette (eredeti nevén Wolfgang Neuhaus; született 1960. augusztus 7-én Kölnben), 1985–1996
- Martin Lister, 1995–2014[1][2]
- David Goodes, 1995–napjainkig[1]
- Jakob Kiersch, 2009–napjainkig[1]

## Története
Az Alphaville 1982 elején alakult, eredetileg Forever Young néven, amikor Marian Gold és Bernhard Lloyd találkoztak a Nelson Community zenei projekt kapcsán. Pár hónappal később csatlakozott hozzájuk Frank Mertens. Hárman együtt írták a Forever Youngot, majd rögzítették azonos című demójukat. 1984-ben az akkor már Alphaville nevet viselő együttes megjelentette első kislemezét, a Big in Japan című dalt, melyet Gold 1979-ben írt, miután hallotta Holly Johnson Big in Japan nevű együttesét fellépni. 1984 őszén megjelent az első album, a Forever Young, melynek producerei Colin Pearson, Wolfgang Loos és Andreas Budde voltak. A siker ellenére Frank Mertens még ebben az évben kilépett az együttesből, és 1985 januárjában Ricky Echolette került a helyére.
A Big in Japan lett az együttes legnagyobb sikere, listavezető lett Németországban, Görögországban, Svájcban, Svédországban, Venezuelában és az Egyesült Államokban (ahol ez lett egyetlen top 10 slágerük egy Billboard slágerlistán. A lista első öt helyének valamelyikére került Ausztriában, Dél-Afrikában, Hollandiában, Írországban, Norvégiában, Olaszországban, és egyetlen top 10 slágerük lett az Egyesült Királyságban, ahol a 8. helyet érte el. Két következő kislemezük, a Sounds Like a Melody és a Forever Young szintén top 5 sláger lett Európa több országában.
A Forever Young az Egyesült Államokban másodszor is megjelent kislemezen, amikor szárnyra kapott a hír, hogy Laura Branigan feldolgozza a dalt következő, Hold Me című albumán, de nem aratott nagy sikert. Branigan változata, bár az albumon még külön matricákkal is hirdették, végül nem jelent meg kislemezen az Egyesült Államokban, bár az énekesnő szinte minden koncertjén előadta egészen 2004-ben bekövetkezett haláláig. Az Alphaville féle eredeti változat 1988-ban harmadszor is megjelent kislemezen az USA-ban, hogy felhívja a figyelmet akkor megjelent válogatásalbumukra, az Alphaville: The Singles Collectionra, ekkor a 65. helyet érte el a Billboard Hot 100-on, melyen ez a legmagasabb és mindeddig utolsó daluk. Világszerte többször is megjelent a kislemez új kiadásban, 1989-ben, 1993-ban, 1996-ban, 1999-ben, 2001-ben, 2005-ben és 2009-ben is, és számos feldolgozása is készült; ezeket gyakran tévesen Marian Gold vagy Laura Branigan dalának tartják, bár más énekesek énekelték fel.
1986-ban megjelent az Alphaville második albuma, az Afternoons in Utopia. Első kislemeze, a Dance with Me top 20 sláger lett Német-, Francia-, Svédországban, Norvégiában, Svájcban és Dél-Afrikában, egy remixe pedig az amerikai Billboard Hot Dance Singles Sales slágerlistán. Emellett top 30 sláger lett Ausztriában, Olaszországban és az amerikai Hot Dance Club Play slágerlistán. A második kislemez a Universal Daddy lett. Harmadik kislemezként Németországban a Jerusalem, Ausztriában, Franciaországban, Hollandiában és Svájcban pedig a Sensations jelent meg. Az album utolsó kislemeze a Red Rose lett 1987-ben.
1989-ben megjelent a harmadik album, a The Breathtaking Blue, melynek kedvező kritikai fogadtatásban részesült, bár kevesebb sikert aratott kislemezei többek közt a Romeos és a Mysteries of Love. Az album hanglemezként és CD+G formátumban is megjelent, utóbbin fényképek szerepeltek, valamint a dalszövegek angolul és német fordításban. Videóklipek helyett az albumok dalai alapján egy film készült, a Songlines, melyet kilenc rendező, köztük Godfrey Reggio rendezett.
Következő albumuk, a Prostitute 1994-ben jelent meg. Két kislemeze a Fools és a The Impossible Dream. 1996-ban Ricky Echolette kilépett az együttesből. 1997-ben megjelent ötödik albumuk, az eredeti hangzásvilághoz visszatérő Salvation.
2000-ben megjelent egy koncertalbumuk, a Stark Naked and Absolutely Live, 2001-ben pedig a Forever Pop című remixalbum és a Little America DVD, melyen két, az amerikai Salt Lake Cityben adott koncertjük hallható. 2003. március 18-án megjelent a négy CD-ből álló CrazyShow album, melyen Bernhard Lloyd már nem szerepelt. Lloyd nem sokkal az album megjelenése után kilépett az együttesből.
A következő album első kislemeze, az I Die for You Today 2010. október 8-án jelent meg letöltésként és október 22-én CD formátumban. A dal 8 hétig szerepelt a top 100-ban a német slágerlistán. Ezután tizenhárom év után először 2010. november 19-én jelent meg új stúdióalbum, a Catching Rays On Giant, amely a megjelenése hetében felkerült a 9. helyre a német slágerlistán. Az album két formátumban jelent meg, 12 számos CD-ként, illetve deluxe kiadásban négy bónuszdallal és DVD-vel, melyen az első kislemez videóklipje található, valamint az Audiovision című dokumentumfilm, 3D-ben is. Ehhez 3D-s szemüveget is mellékeltek az albumhoz. A megjelenés előtti napon az együttes zártkörű koncertet adott a berlini Quasimodo Clubban, barátaik és több rajongójuk részvételével. Ez az album az egyetlen, melyen Martin Lister is énekel, a Call Me Down című dalban. Michael Michalsky divattervező meghívására az Alphaville fellépett a berlini divathéten 2011. január 21-én. 2011 márciusában az együttes németországi koncertkörutat tartott az album népszerűsítésére.

## Egyéb projektek
Gold két szólóalbumot is megjelentetett: ez a So Long Celeste (1992) és a United (1996), saját dalaival és feldolgozásokkal. Lloyd az Atlantic Popes projekten dolgozott Max Holler énekessel, 13 dalból álló CD-t jelentettek meg. 1996-ban Frank Mertens Maelstrom néven indított egy zenei projektet, melyben ambient stílusú zenét ötvözött festmények és szobrok formájában megjelenő impresszionista művészettel és költészettel.

## Kulturális hatása
A Forever Young dal hallható volt az 1989-ben bemutatott Listen to Me című filmben, az It's Always Sunny in Philadelphia vígjátéksorozat egy epizódjában, illetve a 30 Rock egyik részében. Szintén szerepelt a 2004-ben bemutatott Napoleon Dynamite című filmben.
Az Embraced svéd metalegyüttes feldolgozta a Big in Japant 1998-ban megjelent Amorous Anathema című albumán. 2000-ben a Guano Apes dolgozta fel ugyanezt a dalt a Don't Give Me Names albumon. 2008-ban a Big in Japan volt az azonos című (svédül Stor i Japan) című svéd tévésorozat reklámjának zenéje, és magában a sorozatban is hallható volt. A VH1 Classic 120 Minutes című műsorában is gyakran hallható.
2006-ban a Youth Group ausztrál gitáregyüttes feldolgozta a Forever Youngot és első helyezést ért el vele az ausztrál slágerlistán, nagyrészt annak is köszönhetően, hogy a dal szerepelt a The O.C. amerikai sorozatban és annak ötödik filmzenealbumán, a Music from the OC: Mix 5-n.

## Diszkográfia
| - 1984: Forever Young - 1986: Afternoons in Utopia - 1989: The Breathtaking Blue - 1994: Prostitute - 1997: Salvation - 1999: Dreamscapes (8 CD Box) - 1999: Salvation (USA) - 2000: Stark Naked and Absolutely Live - 2001: Forever Pop - 2003: CrazyShow (4 CD Box) - 2010: Catching Rays on Giant - 2017: Strange Attractor - 1988: Alphaville (DDR) - 1988: The Singles Collection (USA, Kanada) - 1992: First Harvest 1984-92 - 1993: History (Fanprojekt-Edition) - 1999: Visions of Dreamscapes (Brasilien) - 2003: CrazyShow Excerpts (promo) - 2003: Forever Young & Other Hits (USA) - 2005: Dreamscapes Revisited (Web) - 1989: Songlines (VHS) - 1993: Moonoffice (VHS; korlátozott példányszám) - 2001: Little America – Live in Salt Lake City (DVD; korlátozott példányszám) | - 1984: Big in Japan - 1984: Sounds Like a Melody - 1984: Forever Young - 1985: Jet Set - 1986: Dance with Me - 1986: Universal Daddy - 1986: Jerusalem - 1986: Sensations - 1987: Red Rose - 1988: Forever Young 1988 (USA) - 1989: Romeos - 1989: Summer Rain - 1990: Mysteries of Love - 1992: Big in Japan 1992 A.D. - 1992: Big in Japan Swemix Remix - 1994: Fools - 1994: The Impossible Dream - 1997: Wishful Thinking - 1997: Flame (promo) - 1999: Flame (USA) - 1999: Soul Messiah - 2001: Forever Young 2001 - 2001: Dance with Me 2001 - 2003: Elegy (Bonus CrazyShow) - 2006: Forever Young The Remix (Australia) - 2010: I Die for You Today - 2011: Song for No One |